# Oliarus kaohinani
Oliarus kaohinani är en insektsart som beskrevs av George Willis Kirkaldy 1909. Oliarus kaohinani ingår i släktet Oliarus och familjen kilstritar. Utöver nominatformen finns också underarten O. k. perkinsi.